# Pittsburgh, Pennsylvania
Pittsburgh este un oraș și reședința comitatului Allegheny, statul  Pennsylvania,  Statele Unite ale Americii. Este de asemenea centul urban al zonei metropolitane cunoscute ca Pittsburgh Metro Area sau Tri-State Metro Area, care cuprinde comitate din statele Pennsylvania,  Ohio și  Virginia de Vest.

## Personalități născute aici
Printre personalitățile născute în Pittsburgh, se pot enumera:
- William Alfred Fowler (1911 - 1995), fizician, laureat cu Premiul Nobel pentru Fizică în 1983;
- Clifford Glenwood Shull (1915 - 2001), fizician, laureat cu Premiul Nobel pentru Fizică în 1994;
- Herbert Simon (1916 - 2001), economist, laureat cu Premiul Nobel pentru Economie în 1978;
- Philip Showalter Hench (1896 - 1965), medic, laureat cu Premiul Nobel pentru Medicină în 1950;
- Alan Perlis (1922 - 1990), informatician, primul laureat al Premiului Turing (1966);
- Andy Warhol (1928 - 1987), fotograf, personalitate a stilului pop art;
- David McCullough (n. 1933), scriitor; a câștigat de două ori Premiul Pulitzer;
- August Wilson (1945 - 2005), dramaturg; a câștigat Premiul Pulitzer pentru dramă;
- F. Murray Abraham (n. 1939), actor; în 1985 a câștigat Premiul Oscar pentru cel mai bun actor;
- James Irwin (1930 - 1991), astronaut; în 1971 a pășit pe Lună;
- George A. Romero (1940 - 2017), regizor, scriitor, actor;
- Scott Glenn (n. 1941), actor;
- George Benson (n. 1943), muzician, chitarist;
- Michael Hayden (n. 1945), general, fost director al CIA;
- Zelda Rubinstein (1933 - 2010), actriță;
- Fred Gamble (n. 1932), pilot de Formula 1;
- Jeff Goldblum (n. 1952), actor;
- Peter Sellars (n. 1957), regizor;
- Antoine Fuqua (n. 1966), regizor
- David Conrad (n. 1967), actor;
- Mark Deklin (n. 1967), actor, regizor de lupte;
- Kurt Angle (n. 1968), wrestler;
- William Powell (1892 - 1984), actor;
- Gertrude Stein (1874 - 1946), colecționară de artă;
- Albert Ellis (1913 - 2007), psiholog;
- Ron Paul (n. 1935), politician;
- Tom Regan (1938 - 2017), filozof, specializat în teoria drepturilor animalelor;
- Mary Cassatt (1844 - 1926), pictoriță;
- David O. Selznick (1902 - 1965), producător;
- Dolores Costello (1903 - 1979), actriță;
- Gene Kelly (1912 - 1996), actor, coregraf;
- Maddie Ziegler (n. 2002), actriță, fotomodel;
- Julie Benz (n. 1972), actriță;
- Zachary Quinto (n. 1977), actor, producător;
- Gillian Jacobs (n. 1982), actriță;
- Allison Schmitt (n. 1990), înotătoare;
- Mac Miller (n. 1992), rapper;
- Jackie Evancho (n. 2000), cântăreață.